# Anastasia Lin
Anastasia Lin (tiếng Trung: 林耶凡; bính âm: Lín Yēfán; Hán Việt: Lâm Gia Phàm; sinh ngày 1 tháng 1 năm 1990) là một diễn viên người Canada gốc Hoa, người mẫu, hoa hậu đương nhiệm và một người tranh đấu cho nhân quyền.
Lin đoạt giải Hoa hậu Thế giới Canada năm 2015 và được đại diện cho Canada tại giải Hoa hậu Thế giới 2015 tổ chức tại Trung Quốc nhưng bị từ chối không cho vào nước này vì hoạt động nhân quyền của cô.

## Thời niên thiếu và giáo dục
Lin sinh ra ở Hồ Nam, Trung Quốc và di dân sang Canada lúc 13 với mẹ. Cha cô là một doanh nhân làm việc ở Trung Quốc, và mẹ là cựu giáo sư. Lin học trung học ở Vancouver trước khi dọn về Toronto.
Cô tốt nghiệp Đại học Toronto (với bằng cử nhân về kịch nghệ với ngành phụ là lịch sử và khoa học chính trị).

## Giải Hoa hậu Thế giới
Lin đã tham dự thi hoa hậu sắc đẹp một vài lần, đạt được giải Hoa hậu Thế giới Canada năm 2015. Trong năm 2013 của giải này cô đã đạt được hạng 3.
Vào ngày 20 tháng 11 năm 2015, BBC tường thuật sau khi không được thư mời của chính quyền Trung Quốc để ủng hộ đơn xin nhập cảnh của cô để thi Hoa hậu Thế giới 2015, Lin đã kết luận cô đã bị từ chối quyền tham dự giải vì những lời nói thẳng thắn về vi phạm nhân quyền ở Trung Quốc. Lin was barred from entering China on Thursday ngày 26 tháng 11 năm 2015 to take part in this year's pageant in Hải Nam. Hi vọng sẽ hưởng lợi từ chính sách nhập cảnh của tỉnh Hải Nam cho công dân, Lin đổi máy bay ở Hong Kong trên một chuyến bay của Cathay Pacifictừ Canada, nhưng không được phép lên máy bay tiếp nối tới but was not allowed to board her connecting flight to Tam Á, Hải Nam. Nhân viên nhập cảnh Trung quốc đã không đưa ra lý do tại sao họ lại từ chối. Trong một lá thư gởi cho báo Globe and Mail nói về hoàn cảnh của Lin, đại sứ Trung Quốc ở Canada tuyên bố rằng "Trung Quốc sẽ không cho phép bất cứ nhân vật không được hoan nghênh nào tới Trung Quốc".

## Nhân quyền
Bên cạnh sự nghiệp đóng phim và tham dự thi giải hoa hậu, Lin được biết tới với những hoạt động chống lại những vi phạm nhân quyền ở Trung Quốc, đặc biệt chống lại cuộc đàn áp của chính quyền Trung Quốc đối với những người tu luyện Pháp Luân Công. Năm 2012, cô là một trong 11 người được chọn để gặp ngoại trưởng John Baird nói chuyện về việc thành lập cơ quan Canada về tự do tín ngưỡng. Trước đó, Lin là một trong 10 lãnh tụ của giới trẻ gặp bí thư quốc hội về bộ ngoại giao Bob Dechert để tham khảo về cùng vấn đề. Các tường thuật Canada cho là chiến thắng của cô trong giải Miss World Canada 2015 một phần là nhờ say mê tranh đấu cho nhân quyền.
Vì những hoạt động nhân quyền của cô, công an nhà nước Trung Quốc đã thăm hỏi và đe dọa cha cô ở Trung Quốc, buộc ông ta phải cắt đứt những liên hệ với cô. "Ngay sau những chiến thắng của tôi, ba tôi nhận những đe dọa từ các đồng chí công an Trung Quốc than phiền về những ủng hộ tích cực cho nhân quyền của tôi", Lin đã viết bài bày tỏ quan điểm trên tờ báo The Washington Post, "Không nghi ngờ là vì lo sợ cho mạng sống và doanh nghiệp của mình, cha tôi đã bảo tôi ngưng ủng hộ cho nhân quyền. Ông ta nói với tôi là nếu tôi không ngưng lại, chúng tôi mạnh ai đi đường người ấy".
Tháng 7 2015 Lin được mời để làm chứng trước quốc hội Hoa Kỳ, nói về vấn đề tôn giáo theo kiểu Trung Quốc: Khủng bố và kiểm soát tại Trung Quốc của Tập Cận Bình. Nói trước ủy ban quốc hội về Trung Quốc, Lin nói, dọa dẫm và đe dọa mà cha cô nhận được là thông thường. "Những người tốt như cha tôi, một công dân tuân thủ luật pháp và đóng góp cho xã hội, một doanh nhân lương thiện bây giờ trở nên quá sợ để nói chuyện với con gái mình, một người mà trước đây đã ủng hộ cô ta về mọi việc mà cô ta làm... bây giờ phải để cô đối đầu một mình với thế giới... Thưa ông chủ tịch, tôi hy vọng là ông hiểu được đó là một kinh nghiệm chung mà nhiều công dân Hoa Kỳ và Canada đã phải trải qua. Những người Trung Hoa mà dám nói lên ý nghĩ của mình, làm thế, biết rằng những người mà nằm trong phạm vi quyền lực chính phủ Trung Quốc có thể phải trả cái giá cho điều này."
Trong các cuộc phỏng vấn sau đó với các cơ quan truyền thông, Lin đã lên tiếng nhân danh cho Pháp Luân Công và các nhóm khác bị khủng bố ở Trung Quốc. Và từ khi được vương miện hoa hậu thế giới Canada, cô đã không còn được thư mời tham dự các hoạt động của người Hoa được tổ chức bởi các lãnh tụ cộng đồng mà có quan hệ với tòa lãnh sự ở Toronto.